# Haiku

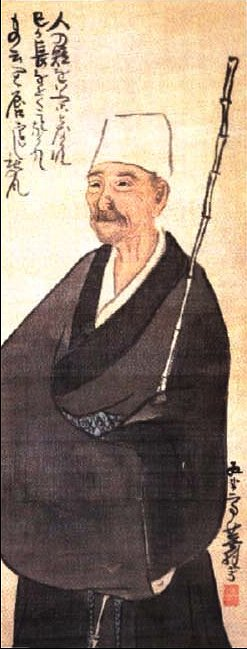
Retrato del poeta Matsuo Basho (1644-1694) realizado por Yosa Buson (1716-1784).

El haiku (俳句 haiku?), también escrito haikú o jaicú; es un tipo de poesía japonesa. Consiste en un poema breve de diecisiete moras o sílabas, escrito en tres versos de cinco, siete y cinco sílabas, respectivamente, según especialistas como R.H. Blyth o Fernando Rodríguez-Izquierdo. Sin embargo, hay quien señala una mayor variedad en el reparto de sílabas en el haiku clásico y moderno japonés, como Jaime Lorente o Vicente Haya. Estos dos autores, siendo precisos, hablan de «moras» como unidades para medir la duración de los segmentos fonológicos en japonés, aunque comúnmente se sustituyen por sílabas cuando se traducen o se escriben haikus en otras lenguas. 
Desde un punto de vista formal, el haikú se divide en dos partes. Una da la condición general y la ubicación temporal y espacial del poema (otoño o primavera, un ruiseñor); la otra, relampagueante, debe contener un elemento activo. Una es descriptiva y casi enunciativa; la otra, inesperada. La percepción poética surge del choque entre ambas. La índole misma del haikú es favorable a un humor seco, nada sentimental. El haikú es una pequeña cápsula cargada de poesía capaz de hacer saltar la realidad aparente.
La poética del haiku generalmente se basa en el asombro y la emoción (哀れ [aware]) que produce en el poeta la contemplación ante la realidad (tradicionalmente en un espacio de pura naturaleza). Siguiendo el régimen tradicional japonés, la composición suele contener alguna referencia directa o indirecta a la estación del año, mediante el uso de un kigo (季語) o palabra que evoca las estaciones. Los saijiki (歳時記) son listas extensas de palabras kigo en japonés, que el poeta puede utilizar. Originalmente la esencia del haiku es una escena «cortada» (切る [kiru]) mediante la conexión de dos imágenes separadas por un kireji (pronunciado en español como kireyi ) (切れ字), que es el término «cortante» o separador (suele transcribirse como un punto, coma, guion medio, punto y coma, etc.).
Aunque la Real Academia Española y la Asociación de Academias de la Lengua Española hayan aceptado el término fonético “haiku” en su Diccionario de la lengua española, puede aparecer como jaiku en los títulos de obras de algunos tratadistas.

## Orígenes

### Haiku: budismo zen y taoísmo
Es común relacionar el haiku con el zen. Sin embargo, aunque el zen utilizó el haiku para la difusión de su filosofía, dista mucho de ser el origen del mismo. En el Man'yōshū (obra clásica de recopilación de poesía del siglo VIII) hay muchos poemas de 31 moras donde aparece ya la actitud característica del haiku: la Naturaleza no es excusa de los sentimientos humanos, sino objeto poético en sí mismo. O, lo que es lo mismo, el poema surge «del asombro del japonés primitivo por lo que ocurría en la Naturaleza».
Por un lado, Blyth y Fernando Rodríguez-Izquierdo afirman que el haiku es «religious poetry (poesía religiosa)», «satori», es decir, iluminación del budismo zen En el polo opuesto se encuentra Vicente Haya quien afirma que el Tao es la matriz del haiku (cfr. Aware o Haiku-Do). 

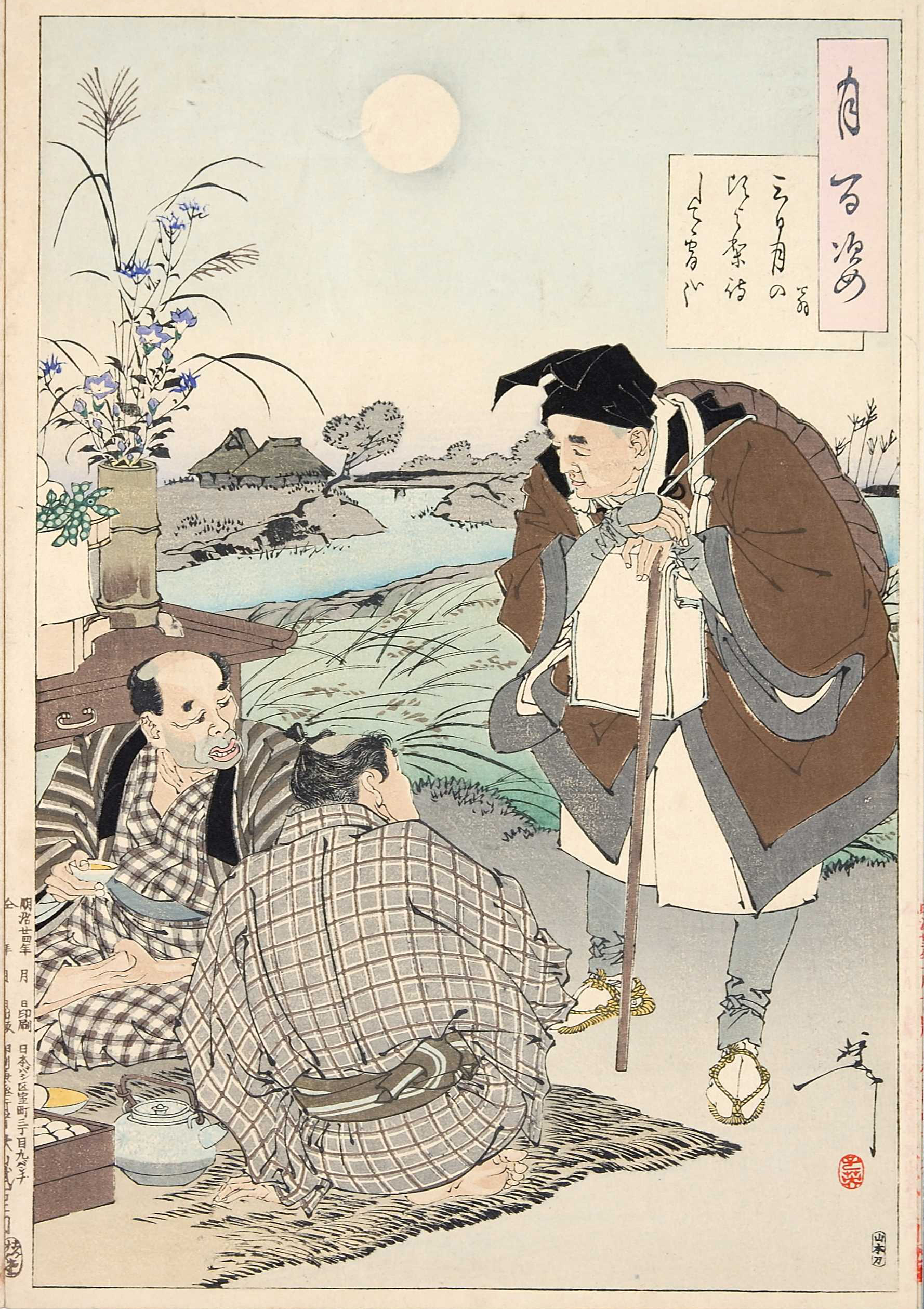
El poeta Matsuo Bashō se encuentra con dos granjeros que celebran el festival de la luna a mediados de otoño en un grabado de los Cien aspectos de la luna de Tsukioka Yoshitoshi (1891). El haiku dice: "Desde la luna creciente, he estado esperando esta noche".

La vinculación con el zen se produjo cuando en el siglo XVII Matsuo Bashō, monje budista, popularizó el haiku en Japón. En el siglo XX Daisetsu Teitaro Suzuki, gran maestro budista zen, enfoca el haiku como expresión poética del zen en su obra El zen y la cultura japonesa. A través de la obra de Reginald Horace Blyth, difusor del haiku en el mundo anglosajón, el enfoque de Suzuki se ha dado a conocer ampliamente.
Los jueju eran poemas chinos breves y son considerados por algunos especialistas como el antecedente del haiku, tanto por su estructura como por los temas que abordaban. Temáticas como captar el instante, la percepción del momento, la unión con la Naturaleza, el aquí y ahora, lo presente.

### Del katauta al haiku
El haiku forma parte de una familia de formas poéticas japonesas en las que se combinan versos de cinco y siete moras. La forma métrica característica del haiku (un tercetillo cuyos versos tienen 5, 7 y 5 moras, respectivamente) aparece ya en el siglo VIII con el nombre de katauta. Dos katauta formaban un mondoo, un diálogo entre dos personajes, en el que el primer katauta es una pregunta y el segundo la respuesta a la misma.
Desde finales del siglo VIII, la forma poética más común es el tanka: se trata de una canción corta formada por dos estrofas desiguales. La primera, llamada hokku, sigue el patrón característico del katauta (y del haiku): un tercetillo 5-7-5, mientras que la segunda está formada por dos versos de 7 moras. Dado su predominio, al tanka se le conoce también como waka, siendo la «canción» por antonomasia.
Los tanka aparecían a menudo encadenados en una forma superior, el renga; así, a un tanka inicial le sucedían varias respuestas, que podían ser obra de diversos poetas. Cuando el renga tenía un tono humorístico, se le llamaba haikai renga (hai significa 'algo divertido' y kai quiere decir 'estrofa' o 'poema').
El haikai renga se consideraba una forma popular, sin demasiadas pretensiones artísticas. Fue en el siglo XVII cuando Bashō, a la vez que compone haikai renga, cultiva el hokku como una forma autónoma, dotándola de una poética nueva, influida por el budismo zen y heredera de la actitud de asombro y arrobo ante la naturaleza que aparece ya en las primeras manifestaciones de la lírica japonesa.
A estos hokku que no forman parte de una serie (renga) ni de un tanka y que tienen un elevado valor poético el poeta y crítico Shiki (1867-1902) los bautiza con el neologismo haiku, y a través de su revista literaria Hototogisu el término se populariza dentro y fuera de Japón. A partir de entonces, el haiku se consolida como una forma poética autónoma con sus propias convenciones y reglas.

## Características

### Formales
El haiku tradicional consta de 17 moras (unidad lingüística de menor rango que la sílaba) dispuestas en tres versos de 5,  7 y 5 moras, sin rima. Aunque ya se ha señalado la posibilidad de una mayor libertad en el reparto de sílabas.
Excepcionalmente puede tener entre 16 y 23 moras, en cuyo caso se denomina hachô (haiku de metro roto). También hay haikus de 1, 2 o 4 versos. El haiku contemporáneo es más libre dentro de la brevedad, y en ocasiones desaparece el kigo.
Sobre esta cuestión, tanto Vicente Haya como Jaime Lorente sostienen mayor variedad métrica en los haikus clásicos y actuales. 

### Contenido
El haiku describe generalmente los fenómenos naturales, el cambio de las estaciones y la vida cotidiana de la gente. Su estilo se caracteriza por la naturalidad, la sencillez (no el simplismo), la sutileza, la austeridad, la aparente asimetría que sugiere la libertad y con esta la eternidad.
En la base del haiku hay una percepción directa de las cosas, apegada a lo sensible y libre de conceptos abstractos, por lo que no usa metáforas. Blyth lo define como «una mera nada, pero inolvidablemente significativa».
La piedra angular del haiku es el aware, una emoción profunda provocada por la percepción de la naturaleza. A menudo se trata de una emoción melancólica (el poeta, contagiado por el sufrimiento de los seres, siente su tristeza y de ahí nace su poesía), pero también la alegría exultante puede ser aware. Se trata de una conmoción espiritual, que es a la vez estética y sentimental.
Para que el aware sobreviva a través de las palabras, es preciso que el haijin (el poeta que escribe haiku) se elimine del proceso, se extinga. En el haiku genuino se produce una comunicación análoga a la no verbal (el haragei, arte de comunicarse sin palabras), sin confusión ni ruido.
El haiku, tal como se consolidó tras Bashô y Onitsura (siglo XVII), se concibe como un instrumento para el desarrollo espiritual, un camino de aprendizaje. Tras ellos, hay un antes y un después en el mundo del haiku.

### Jisei, el haiku de despedida de la vida
La cultura japonesa es probablemente la única del mundo en la que ha arraigado y se ha extendido la costumbre de redactar, además de la última voluntad, un poema de despedida de la vida, que parece reflejar, más que ninguna otra cosa, el legado espiritual de los japoneses. Todos tienen su poema de despedida, que a veces componen poco antes de morir o mucho antes de que llegue el momento, con la conciencia de que ese es su jisei.
El jisei del monje poeta Issa es:
Tarai kara tarai ni utsuru chimpunkan
De un barreño,
a otro
¡tonterías!
Chimpunkan —traducido por "tonterías"— es una palabra curiosa que viene a designar, en lenguaje coloquial, los sonidos ininteligibles de las palabras extranjeras.

## Haiga

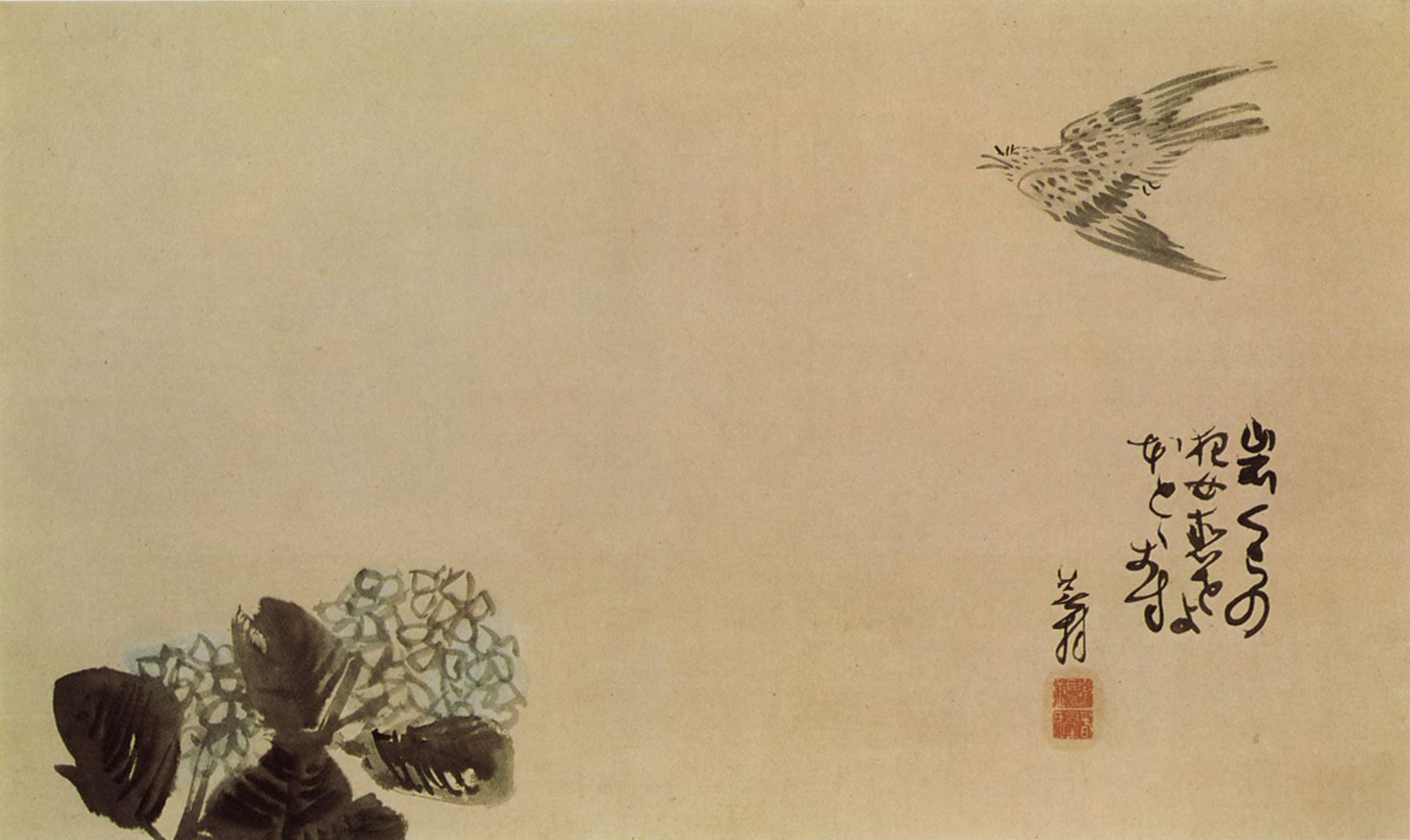
Un pequeño cucú atravesando una hortensia. Haiga realizado por Yosa Buson (1716-1784).

Con el fin de acompañar el haiku, muchos poetas realizan una pintura, generalmente sin demasiada perfección. Matsuo Bashō fue el primer poeta en adoptar esta forma del haiku, que hoy domina en las grandes esferas de este género.

## Haijin o haikista
El autor de un haikai o haiku recibe el nombre de "haijin" o haikista en español. Los haijin más importantes de la historia de Japón son
Matsuo Bashō,
Yosa Buson,
Kobayashi Issa,
Chiyo-Ni,
Masaoka Shiki,
Ueshima Onitsura,
Ritsurin Issekiro,
Arakida Moritake,
Yamasaki Sokan,
Ihara Saikaku (también llamado Ibara Saikaku),
Taneda Santôka,
Ozaki Hôsai y
Yamaguchi Seishi, entre otros.

### Matsuo Bashô (1644-1694)
Basho fue un monje budista del siglo XVII, el cual popularizó el haiku, dándole un aire de bella melancolía (wabi-sabi) y dotándolo de un sustrato zen trascendente. Uno de sus haikus más conocidos dice así:
Kono michi ya yuku hito nashi ni aki no kure
Nadie que vaya
por este camino.
Crepúsculo de otoño.

### Ueshima Onitsura (1661-1738)
Onitsura también vivió en el siglo XVII y fue monje budista. Según se dice, con solo siete años de edad compuso uno de los haikus más notables:
Koi koi to iedo hotaru ga tonde yuku
«Ven, ven», le dije,
pero la luciérnaga
se fue volando.

### Yosa Buson (1715-1783)
Vivió en el siglo XVIII y fue un pintor muy reconocido en su época y poeta de haiku. Se consideraba a sí mismo discípulo de Bashô, aunque no lo conoció. Su mirada se posa en los momentos en que aparentemente «no pasa nada», desafiando la vanidad humana. La obra de Buson, cuidada y de buen gusto, parte de lo mejor de sus antecesores, y esa distancia le proporciona una tranquilidad creativa con la que no contaron los haijin que le precedieron. Hay quien lo considera más logrado que Bashô. Un haiku representativo de su obra es el siguiente:
Mijika-yo ya ashi-ma nagaruru kani no awa
Noche corta de verano:
entre los juncos, fluyendo,
la espuma de los cangrejos.

### Kobayashi Issa (1763-1827)
Vivió entre los siglos XVIII y XIX. Fue un monje budista y tuvo una vida personal muy trágica y triste. Issa es un corazón humano que se proyecta en lo que escribe, lo que le hace muy popular en Occidente. Muchos lo comparan con Francisco de Asís por su amor hacia los animales, que se aprecia en haikus como este:
Kuchi akete oya matsu tori ya aki no ame
Abriendo los picos,
los pajaritos esperan a su madre:
la lluvia de otoño.

### Masaoka Shiki (1866-1902)
Vivió en el siglo XIX. Saca el haiku del estancamiento en que había caído y toma como modelo a Buson, a su juicio mejor que Bashô. Shiki quiere retomar el camino de la belleza del haiku de Buson, depurándolo de todo misticismo o religiosidad. Es un agnóstico que consagra su vida a un modelo ideal de poesía. Sus consejos a los seguidores de su escuela fueron un alegato de libertad poética frente a las normas y la tradición. Es de interés su crítica a Bashô, publicada en el ensayo "Bashô zôdan".
Uno de sus haikus más famosos dice así:
Nureashi de suzume no ariku rôka kana
Andando con sus patitas mojadas,
el gorrión
por la terraza de madera.

### Taneda Santôka (1882-1940)
Autor que escribe ya en el siglo XX. Es el heredero de una larga tradición poética y espiritual. Transforma sus vivencias más duras en oportunidades de crecimiento personal, de liberación. 
El siguiente es uno de sus haikus más reconocidos:
Akikaze no ishi o hirou.
Con viento de otoño
recojo una piedra.

## Mujeres haijin
A principios del siglo XVIII varias poetisas aprendieron haiku de Bashoo o sus discípulos, entre las que destacan algunos nombres como Den Sute-jo, Sonome, Shushiki, Sono-jo, Shoofuu-ni, Chigetsu, Sute-jo, Sono-jo, y sobre todo Chiyo-Ni.
- Chiyo-Ni (1701-1775) fue una religiosa budista. Se casó muy joven y quedó viuda a temprana edad. Quizás la más conocida, tuvo dos maestros discípulos de Bashoo, Shikoo y Rogenboo. Según Rodríguez Izquierdo: «Sus versos están llenos de subjetividad y han sido muy controvertidos en el sentido de que se conformen o no al patrón del haiku».[24] No obstante, posee haikus clásicos que se adaptan al canon exigido. El siguiente es un ejemplo de su obra:

Koborete wa kaze hiroi-yuku chidori kana
De la bandada de los mil pájaros,
uno va perdiendo fuerzas
y el viento lo recoge.
Este haiku, según D. T. Suzuki, es un ejemplo de cómo la meditación ayudó a Chiyo a abrir su inconsciente, y por primera vez Chiyo sintió el haiku como una expresión de un sentimiento interior, pero desprovisto del sentido del ego.
Otro de sus haikus dice:
Hototogisu hototogisu tote akenikeri
Diciendo «cuco» «cuco»
durante toda la noche
¡al fin la aurora!
Este es uno de sus haikus más famosos, nacido del sentimiento de pérdida por la muerte de su hijo pequeño.
Y otro ejemplo más:
Tombo tsuri kyoo wa doko made itta yara
El cazador de libélulas,
¿hasta qué región
se me habrá ido hoy?
Además, escribió su haiku Jisei poco antes de morir:

Seisui suzushi hotaru no saete nanimo nashi
el agua se cristaliza
las luciérnagas se apagan
nada existe
- Nakamura Teijo (siglo XX) fue la fundadora de la revista Kazahama. Es una poeta tradicionalista, respetuosa del kigo y “saijikis”.

Uno de sus haikus dice:
La flor de loto
Sus hojas y las marchitas
Flotando en el agua
- Hoshino Tatsuko (siglo XX) fue la fundadora de una revista de haiku exclusiva para mujeres y colaboró en la prestigiosa Hototogisu.

El siguiente es uno de sus haikus:
Blancos los rostros
Que observan
El arco iris.
- Kakimoto Tae (siglo XX) era la hija de un sacerdote budista.

Uno de sus haikus dice:
Un ruido
Cavan una fosa
Detrás de las camelias
- Suzuki Masajo (siglo XX) fue una mujer que regentó un bar en Ginza, forzada a casarse con el marido viudo de su hermana, adúltera confesa, que se negó a que el haiku no pudiese hablar de amor o de sexo, estigmatizada en los ambientes más puristas del haiku. Cuando Masajo escribe haikus más tradicionales logra muchas veces una gran belleza:[28]

Este es uno de sus haikus más famosos:
Onna hitori mezamete nozoku hotaru kago
Una mujer sola.
Se despierta y mira
la caja de las luciérnagas
- Kamegaya Chie (siglo XX) fue una emigrante japonesa en Canadá, perteneciente a esa parte de la cultura nipona que existe fuera y al margen de su sociedad, con un haiku fuertemente contagiado de la modernidad poética occidental y su expresivo patetismo, cuya obra es desconocida en su propio país.[29]

Este es una muestra de sus obras:
Oi ware no shinkei nibuku gan to shiru
Tan vieja estoy…
Ni me inmuté al saber
que tengo cáncer
- Nisiguchi Sachiko (siglo XX) es una mujer anciana que aún vive y que ha pasado toda su vida en una aldea de cuarenta casas en el corazón de Shikoku, cultivando su huerto y cultivando su haiku seco y difícil, en estado puro, con ausencia total de pretensión, "una de tantas malas hierbas del haiku en Japón", según sus propias palabras.[29]

Este es uno de sus haikus:
Hitosuji no tsurô nokoshite bancha hosu
Entre las hojas de té
puestas a secar,
solo un sendero.

## El haiku en la literatura occidental
El haiku fue muy utilizado por el budismo zen para transmitir sus preceptos, pero su influencia llegó al mundo occidental y marcó a famosos poetas del siglo XX, particularmente a través de Eiji Yoshikawa, marcando una vía de influencia de la literatura japonesa en Occidente.
Entre los poetas occidentales que han cultivado el género se encuentra Antonio Machado, los estadounidenses Ezra Pound o Jack Kerouac, el irlandés Seamus Heaney y el británico W. H. Auden. Roland Barthes, al regresar de Japón, escribió en su libro El imperio de los signosː "el haiku reproduce el gesto indicativo del niño que muestra con el dedo alguna cosa, diciendo tan solo: ¡esto!, ¡mirá allá!, ¡oh!, ¡ah!". Por su parte,  Blyth lo llama "la poesía de la sensación", como poesía de la sensación desnuda, que no pretende oscurecer algo con las palabras, sino iluminarlo.[cita requerida]
Más recientemente, ha sido reconocida la afición del Presidente del Consejo Europeo Herman Van Rompuy a escribir haikus.

## El haiku en la literatura hispana
En Andorra
El poeta de origen español Mario Chimenea ha desarrollado parte de su obra literaria en el Principado de Andorra. En 2021, publicó el libro titulado *Camino en verso. De nieves a tormentas en el Pirineo*. Esta obra poética explora un recorrido por las estaciones del año en los valles pirenaicos, capturando los sutiles cambios en la naturaleza a medida que el tiempo avanza.

### En Argentina
En Argentina cultivaron ocasionalmente el haiku Jorge Luis Borges (que en su libro La Cifra de 1981, incluyó 17 haikus), Álvaro Yunque con 100 haicais y un soneto (1966), y Javier Adúriz.[cita requerida]

### En Colombia
En Colombia, el haiku se desarrolló en el campo de la música, donde destaca la composición Koi no uta: tres haikus para voz cantada y cordófono pulsado (2002), de Johann Hasler, basada en haikus japoneses del siglo X. El trompetista de jazz Don Ellis editó un disco titulado Haiku (MPS, 1973), basado en diversos haikus tradicionales. También se puede reseñar el aporte del escritor Umberto Senegal (de Quindío) al desarrollo, la divulgación y la apropiación de esta forma poética foránea en las letras colombianas. Una de sus seguidoras, Laura Victoria Gallego, escribió un libro en la mejor tradición de Basho. Así mismo, Senegal acuñó el término "Haikuento", narración breve de un máximo de 10 palabras para el desarrollo de una historia de minificción.

### En Chile
En Chile Álvaro Patricio Robles (o Álvaro Rovles) desarrolló los "Neohaikus" o "Nanopoemas", textos poéticos breves, incluidos en la antología "Tótem" publicada en 2012.

### En Ecuador
Jorge Carrera Andrade usó en Microgramas (1940) la fauna, flora y folclore ecuatoriano, por lo cual su poesía fue denominada como indofuturista por la poeta chilena Gabriela Mistral: "Tres versos para aprehender con intensidad poética las cosas admirables y sencillas. El cosmos americano que regurgita ínfimo y a la vez inmenso para hacerse eterno". Carrera Andrade utiliza el haiku para, a base de metáforas, elucubrar una especie de aforismos filosóficos y universales referidos a la naturaleza y al cosmos, partiendo supuestamente del modelo de Basho.

### En España
En España se interesaron por el género los más importantes poetas del siglo XX. Antonio Machado es quien lo introduce en lengua española al iniciarse el siglo, produciendo una simbiosis entre la forma japonesa y las modalidades tradicionales de la poesía española, en un proceso que comienza en Soledades y culmina penetrantemente para el género en Nuevas canciones. Ha sido un género importante en la construcción poética de Juan Ramón Jiménez, Juan José Domenchina, Jorge Guillén, Federico García Lorca y Emilio Prados, y solo accidentalmente en el caso de Luis Cernuda, y el malogrado Jacobo Sureda. Por otra parte, fue muy relevante para la formulación de la "greguería" de Ramón Gómez de la Serna. En lengua catalana, Joan Alcover, Joan Salvat-Papassait, Rosa Leveroni y posteriormente lo han cultivado con especial distinción los catalanes Joana Raspall, Salvador Espriu y el mallorquín Llorenç Vidal, que comenzó a publicar sus haikais en 1969. 
Durante la segunda mitad del siglo XX es posible afirmar que el género japonés se integró plenamente en los usos poéticos de la lengua española. Es extensísima la nómina de autores que con la más diversa fortuna, y con una u otra dedicación, lo han cultivado. Entre ellos, Eulogio Díaz del Corral, José María Sánchez Sánchez, Francisco Herrera de la Torre, Francisco Acuyo, Jesús Munárriz, Fernando Menéndez, Felipe Benítez Reyes, Beatriz Villacañas, Susana Benet, 
Por su parte, el profesor Jaime Lorente fue pionero al crear una Escuela de Haikus permanente en un centro educativo. Fue en Toledo, en el Colegio Mayol en el año 2013, y se mantiene en la actualidad.
El periodista y escritor Fernando Olmeda publicó en 2020 el libro de haikus contemporáneos ÁMBAR, disponible en la Biblioteca Nacional de España.

### En México
En México destaca José Juan Tablada con sus obras Al sol y bajo la luna, 1918, y Un día… poemas sintéticos, 1919. Fue el primer poeta de lengua española en componer un libro íntegro del género, integrando motivos japoneses con modernistas y americanos.
Por su parte,Octavio Paz, ocupó para muchos el puesto de descubridor del haiku en el marco de la literatura en español al traducir Sendas de Oku, obra de Matsuo Basho, publicada en 1957 en México, considerada la primera traducción realizada a un idioma occidental. Según Paz, el haiku es “un organismo poético muy complejo”, pues por su brevedad obliga al poeta a significar mucho diciendo lo mínimo. El nobel mexicano reconoce que «casi todo el aroma de Basho se ha perdido en la traducción», si bien otros traductores más rigurosos han denunciado algunas de sus soluciones son insuficientes, erróneas o totalmente obra del propio Paz.
Otros poetas representativos del haiku mexicano son Efrén Rebolledo, Rafael Lozano, José Rubén Romero, Francisco Monterde, José María González de Mendoza

### En Perú
Perú fue en Latinoamérica el país con mayor población de inmigrantes japoneses, y por ello el haiku en la poesía peruana tuvo una presencia importante en la obra de poetas como Alberto Guillén, Javier Sologuren, Alfonso Cisneros Cox, Carlos Zúñiga Segura, José Watanabe, César Toro Montalvo, Cronwell Jara, Fanny Jem Wong, Enrique Verástegui, Ricardo González Vigil, Gladys María Pratz, Max Dextre. Destacan principalmente los poetas, traductores e investigadores de la Escuela de Haiku Retama: Gonzalo D. Marquina Arcos, Alonso Belaúnde Degregori, Diego Alonso Sánchez Barrueto y Rubén Silva Pretel.

### En Venezuela
En Venezuela el libro publicado por el mexicano José Juan Tablada llamado Poemas Sintéticos, en 1919, tuvo mucha influencia en el desarrollo del haiku. Destaca principalmente Wafi Salih, dedicada casi por completo al cultivo de este género, y con una considerable bibliografía de al menos 11 obras, en las que se pueden mencionar como ejemplo El dios de las dunas, y Caligrafía del aire . También Luz Marina Almarza y Federico Pacanins han escrito en este género, aunque en menor medida.

### En Uruguay
El representante más reconocido en Uruguay es Mario Benedetti, que publicó en 1999 su Rincón de haikus.

### Traducciones del japonés
- Bashō, Matsuo: Haiku de las cuatro estaciones (traducido por Francisco F. Villalba). Miraguano, 1986. ISBN 978-84-85639-33-5.
- Bashō, Matsuo: Senda hacia tierras hondas (Senda de Oku). (Traducción de Antonio Cabezas). Hiperión, 1998. ISBN 978-84-7517-390-0.
- Bashō, Matsuo: De camino a Oku y otros diarios de viaje (traducido por Jesús Aguado). DVD Ediciones, 2011. ISBN 978-84-92975-12-9.
- Buson, Yosa: Selección de jaikus. (Traducido por Justino Rodríguez, Kimi Nishio y Seiko Ota). Hiperión, 2010. ISBN 978-84-7517-326-9.
- Hoosai, Ozaki, Muevo mi sombra (Haikus escogidos). (Traducción y prólogo de Teresa Herrero. Con 20 calikanjigramas y un postfacio de Noni Lazaga. Ed. bilingüe). Madrid, Hiperión, 2018. ISBN 978-84-9002-132-3.
- Kobayashi, Issa: Cincuenta haikus. (Traducción de Ricardo de la Fuente y Shinjiro Hirosaki). Hiperión, 1986. ISBN 978-84-7517-514-0.
- Onitsura, Ueshima: Palabras de luz (Tomoshibi no Kotoba). 90 haikus (traducido por Yoshihiko Uchida, Vicente Haya y Akiko Yamada). Miraguano Ediciones, 2009. ISBN 978-84-7813-345-1.
- Ozaki Hôsai, Taneda Santôka y Yamaguchi Seishi: Tres monjes budistas (110 haikus), traducido por Vicente Haya. CEDMA, 2008. ISBN 978-84-7786-806-5.
- Ryookan, Los 99 jaikus. (Traducción, presentación y notas de Teresa Herrero y Jesús Munárriz. Ed bilingüe). ISBN 978-84-7517-884-4.
- Ryookan-Teishin, El rocío del loto (Hachisu no tsuyu). Diálogo poético. (Versión española de Teresa Herrero y Jesús Munárriz. Ed. bilingüe). ISBN 978-84-7517-946-9.
- Santôka, Taneda: Saborear el agua. Cien haikus de un monje zen (traducido por Vicente Haya e Hiroko Tsuji). Madrid: Hiperión, 2004. ISBN 978-84-7517-804-2.
- Santôka, Teneda: El monje desnudo. 100 haikus (traducido por Vicente Haya Segovia). Miraguano, 2005. ISBN 84-7813-298-8.
- Shiki, Masaoka: Cien jaikus. (Traducción de Justino Rodríguez). Hiperión, 1996. ISBN: 978-84-7517-464-8.
- Suzuki Masajo, Kamegaya Chie y Nishiguchi Sachiko: 70 haikus y senryûs de mujer (traducido por Vicente Haya y Yurie Fujisawa). Ediciones Hiperión, 2011. ISBN 978-84-7517-973-5.
- Teiichi, Kawaguchi: Los haiku del Maestro (traducido por Ángel Ferrer). Shinden Ediciones, 2006. ISBN 978-84-933469-6-6.

### Estudios
- Aullón de Haro, Pedro: El jaiku en España, Madrid, Playor, 1984; 2ª ed. revisada, Hiperión, 2002. ISBN 978-84-7517-742-7.
- Blyth, R.H.: Haiku (4 vols), Tokyo, Hokuseido press, 1949 y ss. ISBN 4-590-00571-9
- Cabezas, Antonio, La literatura japonesa, Madrid, Hiperión, 1990.
- Garrido Gallardo, Miguel Ángel, Diccionario Español de Términos Literarios (DETLI), Buenos Aires, AAL/UAI, 2009. .(on line). ISBN 978-950-585-116-4
- Haya Segovia, Vicente, Aware, Barcelona, Kairós, 2013. ISBN 978-84-9988-245-1
- Haya Segovia, Vicente, y Akiko Yamada: Haiku-dô. El haiku como camino espiritual. Kairós, 2007. ISBN 978-84-7245-660-0.
- Lorente, Jaime. Bashō y el metro 5-7-5. Toledo: Sabi-shiori, 2023 (2ªedición).
- Lorente, Jaime. El haiku en las aulas: una guía metodológica. Toledo: Sabi-shiori. Segunda edición, 2023.
- Prieto, José M. Haiku a la hora en punto. Vitruvio, Madrid, 2007. ISBN 978-84-96830-05-9. Ensayo previo de 50 páginas. Perspectiva internacional del haiku a lo largo del siglo XX.
- Rodríguez Izquierdo, Fernando: El haiku japonés: historia y traducción. Hiperión, 1999. ISBN 978-84-7517-402-0.
- Silva, Alberto: El libro del haiku. Visor, 2008. ISBN 978-84-7522-680-4.

### Antologías
- Bermejo, José María (traductor y recopilador): Instantes. Nueva antología del haiku japonés, Madrid, Hiperión, 2009. ISBN 978-84-7517-928-5.
- Cabezas, Antonio, Jaikus inmortales, ed. bilingüe, selección y traducción, Madrid, Hiperión, 1997. ISBN 978-84-7517-109-8.
- De la Fuente, Ricardo y Yutaka Kawamoto: Haijin. Antología del haiku, Madrid, Hiperión, 1992. ISBN 978-84-7517-351-1.
- Haiku de las estaciones. Selección y traducción: Alberto Manzano. Madrid, Hiperión, 2016. ISBN 978-84-9002-067-8.
- Haya Segovia, Vicente (traductor y recopilador): Haiku Tsumami-Gokoro. 150 haikus inmortales. Shinden Ediciones, 2008. ISBN 978-84-96894-14-3
- Benet, Susana y Soriano, Frutos (recopiladores): "Un viejo estanque" Antología de Haiku contemporáneo en español. Ediciones La Veleta, 2013. ISBN 978-84-9045-110-6
- Lorente, Jaime. Mi primer libro de haikus: los animales (Toledo: sabi-shiori, 2023).ISBN 979-8386656669
- Ota, Seiko y Gallego, Elena:  Kigo. La palabra de estación en el haiku japonés. Antologí bilingüe. Madrid, Hiperión, 2013. ISBN 9788490020180
- Ota, Seiko y Gallego, Elena:  Haikus contracorriente, Madrid, Hiperión, 2018. ISBN 978-84-9002-116-3.
- Ota, Seiko y Gallego, Elena:  Haikus en el corredor de la muerte, Madrid, Hiperión, 2014. ISBN 9788490020289
- Ota, Seiko y Gallego, Elena:  Haikus de amor, Madrid, Hiperión, 2015.  ISBN 9788490020586
- Ota, Seiko y Gallego, Elena:  Haikus de guerra, Madrid, Hiperión, 2016. ISBN 9788490020821
- Rodríguez, R., Modro, D., Durán, J., Rodrigo, C., Pacheco, A., Lorente, J. Intemperie: haiku, senryū y zappai en Toledo. Toledo: Sabi-shiori, 2023.
- Wanderer, A. Lips Licked Clean (Antología de haikus de Sugita Hisajo). Vermont: Red Moon Press, 2021. Hay traducción en español: Lorente, J. Labios humedecidos. Toledo: sabi-shiori. 2023.￼
- Arce,Félix, Pérez, Mercedes y Díez Orzas, Manuel: Sin otra luz, Madrid, LápizCero, 2013. ISBN 9788492830701

- Datos: Q37707
- Multimedia: Haiku (poetry) / Q37707